# Gramma loreto
Espèce
Gramma loreto est une espèce de poissons Perciformes de la famille des Grammatidae.

## Description
- Taille : 8 cm.
- Répartition : Bermudes, Bahamas, Amérique centrale et nord de l'Amérique du Sud.
- Couleur : l'avant du corps est pourpre, l'arrière est jaune.
- C'est une espèce recherchée par les aquariophiles.

## Philatélie
Ce poisson figure sur une émission de Cuba de 1999 (valeur faciale : 5 c.).
Il figure aussi sur un timbre  de Barbuda 7,50 $ et un timbre d'Oman.